# هان كروغ
هان كروغ (بالنرويجية البوكمول: Hanne Krogh)‏ هي مغنية وممثلة نرويجية، ولدت في 24 يناير 1956 في أوسلو في النرويج.

## وصلات خارجية
- الموقع الرسمي
- هان كروغ على موقع IMDb (الإنجليزية)
- هان كروغ على موقع ميوزك برينز (الإنجليزية)
- هان كروغ على موقع أول ميوزيك (الإنجليزية)
- هان كروغ على موقع ديسكوغز (الإنجليزية)
- هان كروغ على موقع قاعدة بيانات الفيلم (الإنجليزية)